# Ik dacht dat het uit was
Ik dacht dat het uit was is een lied van de Nederlandse zanger André Hazes. Het werd in 1994 als single uitgebracht en stond een jaar eerder als eerste track op het album Met heel mijn hart.

## Achtergrond
Ik dacht dat het uit was is geschreven door Pim Koopman, Jeroen Englebert en André Hazes en geproduceerd door John van de Ven en Jacques Verburgt. Het is een lied dat past in het genre levenslied. In het nummer zingt Hazes over een relatiebreuk en het ontmoeten van een nieuwe partner. Het nummer werd op single uitgebracht met Ik leef mijn eigen leven op de B-kant. Dit lied is verschillende keren gecoverd door onder andere Roxeanne Hazes, André Hazes jr. en Martijn Fischer en heeft anno 2024 tweemaal in de NPO Radio 2 Top 2000 gestaan.

## Hitnoteringen
Hazes had bescheiden succes met het Ik dacht dat het uit was in Nederland. Het kwam tot de 47e plaats van de Nationale Top 100 en stond twee weken in deze hitlijst. De Nederlandse Top 40 werd niet bereikt; het kwam hier tot de twaalfde plaats van de Tipparade. 